# Gianni Sartori
Gianni Sartori (nascido em 2 de dezembro de 1946) é um ex-ciclista italiano. Ele competiu nos 1000 m contrarrelógio por equipes, prova realizada nos Jogos Olímpicos de 1968.